# Гедвига София Шведская
Гедвига София Августа Шведская или София (швед. Hedvig Sofia Augusta av Sverige; 26 июня 1681, Стокгольм, Стокгольмское обер-губернаторство — 12 декабря 1708, Стокгольм, Стокгольмское обер-губернаторство) — шведская принцесса и герцогиня-консорт Гольштейн-Готторпская, старший ребёнок короля Швеции Карла XI и его супруги королевы Ульрики Элеоноры. Была регентом герцогства Гольштейн-Готторпского при своём несовершеннолетнем сыне с 1702 по 1708 гг., а также одной из наследниц шведского престола.
Гедвига София приходилась бабушкой российскому императору Петру III.

## Биография
После смерти матери София и её брат Карл и сестра Ульрика Элеонора были отданы под опеку бабушки, Гедвиги Элеоноры Гольштейн-Готторпской, под влиянием которой у детей сформировались антидатские взгляды. 12 мая 1698 года в Карлберге София вышла замуж за своего двоюродного брата, Фридриха IV, герцога Гольштейн-Готторпского. Её брак был организован как часть традиционной шведской политики союза Гольштейн-Готторпов против Дании, её брат должен был жениться на сестре Фридриха, но он отказался. Брак состоялся без её согласия и не был счастлив.
До начала Великой Северной войны 1700 года София провела большую часть жизни в Швеции при дворе своего брата. В 1699 году она уехала во владения герцога Гольштейн-Готторпского, где оставалась около года, но в 1700 году вернулась в Швецию и 30 апреля родила сына, Карла-Фридриха.
В 1702 году София овдовела и стала регентом при малолетнем сыне. Тем не менее, большую часть времени она находилась в Швеции, пытаясь добиться признания прав её сына наследовать шведский трон на том основании, что она была старшей дочерью и второй в очереди на престол, а её брат Карл XII не имел потомства. Управлением герцогства в её отсутствие занимался Кристиан Август Гольштейн-Готторпский, младший брат её покойного супруга. Дела, имевшие государственное значение, решались только при её участии.
После смерти мужа она вновь стала объектом планов по организации политического брачного союза. Среди претендентов на её руку был и наследник британского престола, принц Георг Ганноверский, но София ответила отказом. На тот момент у неё был роман с молодым шведским дворянином Олофом Гилленборгом. Их отношения не были секретом при шведском дворе, однако не одобрялись бабушкой герцогини, Гедвигой Элеонорой.
Гедвига София скончалась от оспы 22 декабря 1708 года в возрасте двадцати семи лет. Её брат Карл, большая часть жизни которого прошла за пределами страны в военных походах, вёл с сестрой длительную переписку и был очень огорчён, узнав о её смерти. Когда он умер в 1718 году, не оставив наследников мужского пола, единственный ребёнок Софии, герцог Карл Фридрих, должен был стать его преемником, однако власть перешла к младшей сестре покойного короля, Ульрике Элеоноре, а впоследствии — к её мужу Фридриху Гессен-Кассельскому.